# Internationaler Flughafen König Mswati III.

i8
i11
i13
Der Internationale Flughafen König Mswati III. (englisch King Mswati III International Airport, auch Sikhuphe International Airport, IATA-Code: SHO, ICAO-Code: FDSK) ist der einzige aktive internationale Zivilflughafen im Königreich Eswatini im südlichen Afrika. Er löste am 30. September 2014 den Internationalen Flughafen Matsapha als internationaler Flughafen des Landes ab. Der Flughafen war bereits am 7. März 2014 von König Mswati III. eingeweiht worden und erhielt seinen heutigen Namen.

## Lage und Verkehrsanbindung

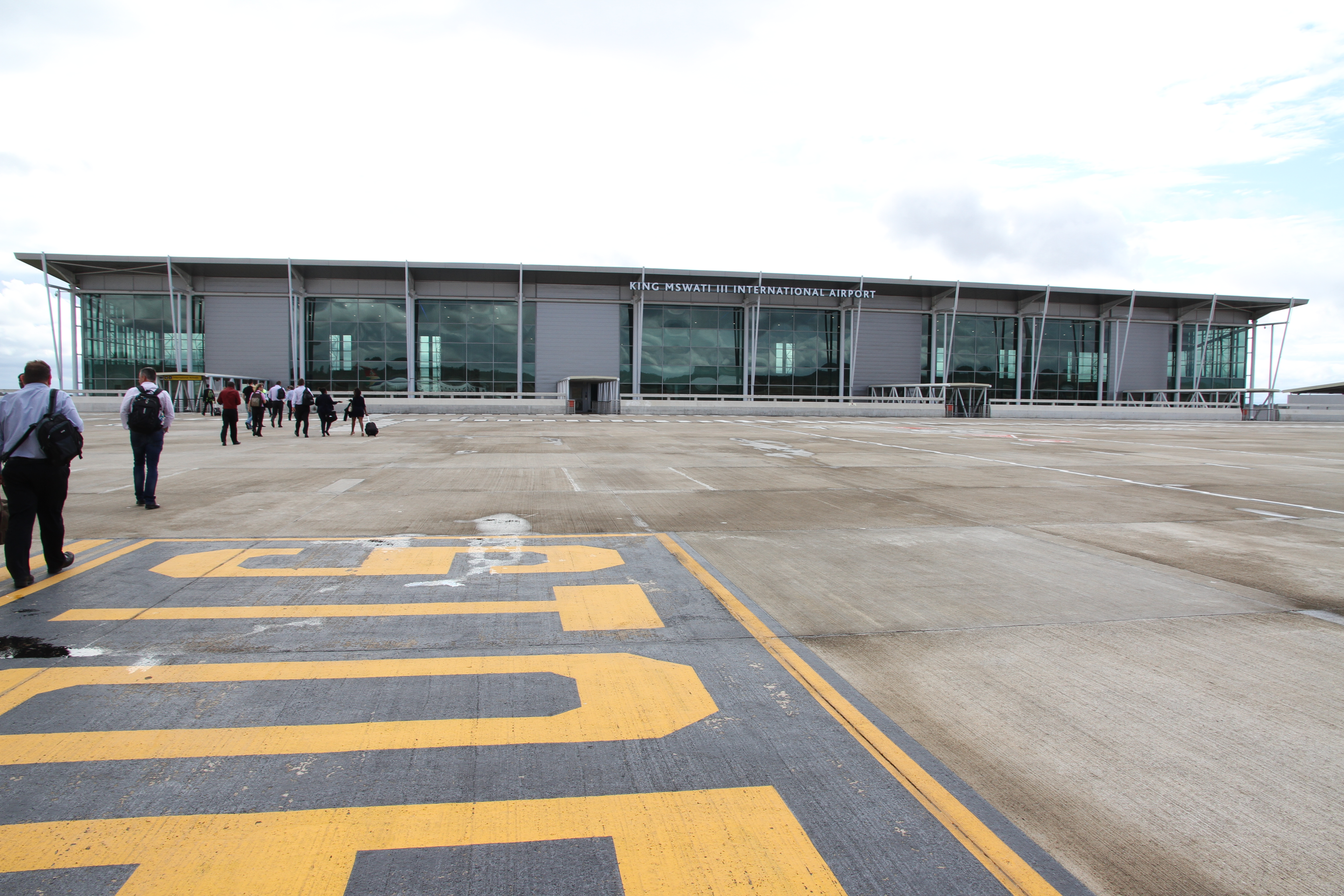
Sicht vom Rollfeld auf das Terminal des Flughafens

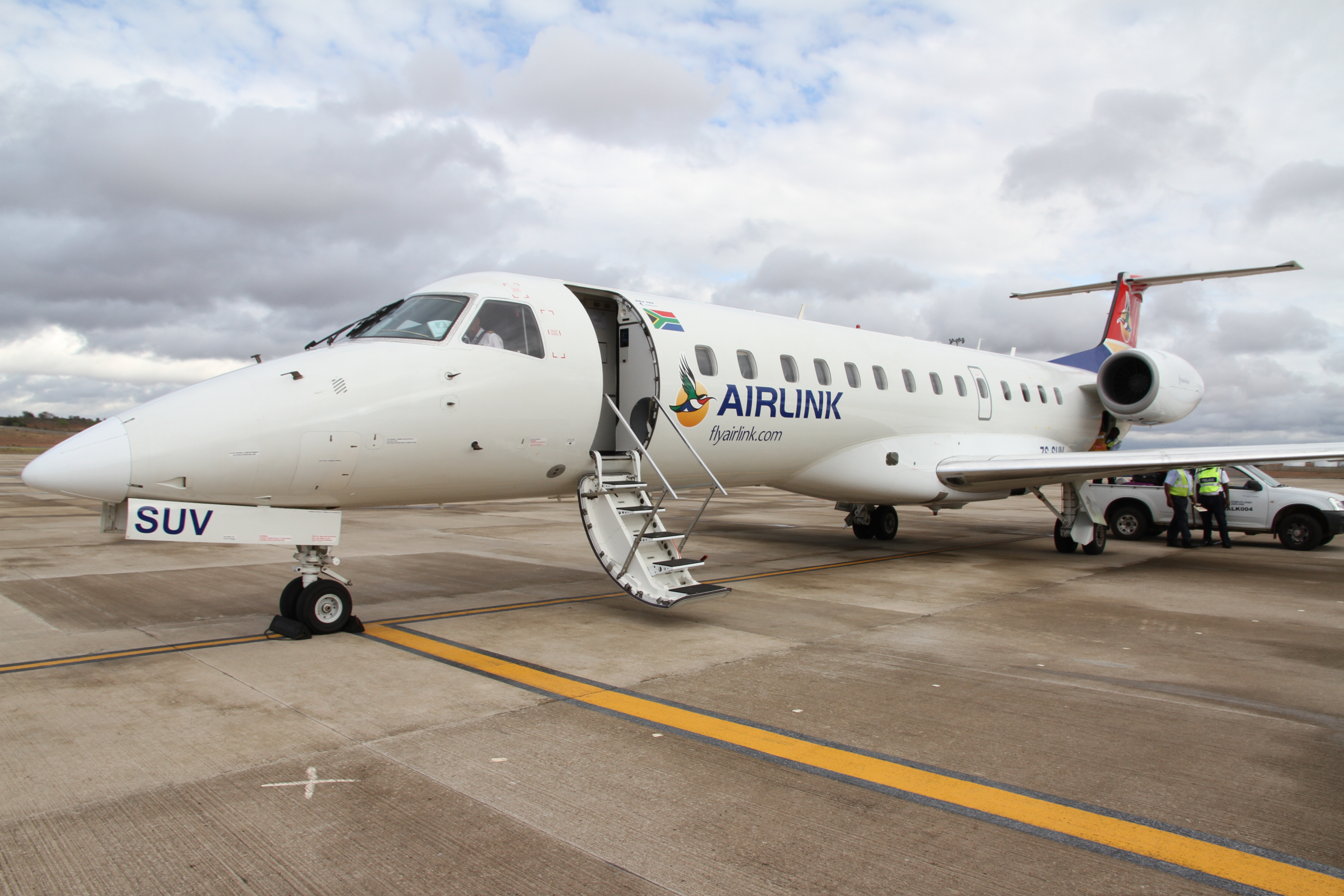
Flugzeug Embraer ERJ 135-LR der südafrikanischen Airline Airlink am Flughafen Mswati III.

Von der Hauptstadt Mbabane ist der Flughafen etwa 70 Kilometer in östlicher Richtung entfernt, vom Wirtschaftszentrum Manzini rund 45 Kilometer. Er ist durch eine 17 Kilometer lange Zufahrtsstraße mit der Hauptstraße MR3 verbunden. Der Flughafen ist somit bis zur Hauptstadt ausnahmslos auf asphaltierten Straßen erreichbar. Nächstgelegener Ort ist mit rund 2000 Einwohnern Mpaka (etwa 14 Kilometer südöstlich). Die Autovermieter Avis und Europcar bieten als einzige Autovermieter ihre Dienste am Flughafen an.
Das Flughafenareal liegt inmitten dünn besiedelter Landschaft und bietet weder Hotels, Einkaufsmöglichkeiten, Restaurationsbetriebe noch eine Tankstelle. In Mpaka gibt es die einzige Tankstelle im Umkreis von 20 Kilometern.

## Einrichtungen und Betrieb
Gemäß vorgängiger Planung soll der Flughafen jährlich bis zu 5000 Cargo-Einheiten abfertigen können. Die Landebahn ist 3600 Meter lang und 45 Meter breit, so dass eine Boeing 747, eine Boeing 777-300 oder ein Airbus 340 den Flughafen bedienen kann. Das Terminal kann gemäß offiziellen Stellen bis zu 300 Passagiere pro Stunde abwickeln.
Der Flughafen hat keine Fluggastbrücken und bietet weder bei Ankunft noch bei Abflug einen Busservice zum Terminal an. Sowohl bei Ankunft als auch bei Abflug existieren jeweils vier Schalter für die Grenzkontrolle. Der Flughafen verfügt über drei Gepäckausgabebänder. In der Wartehalle nach dem Zoll gibt es insgesamt drei Geschäfte, die allesamt Souvenirladencharakter aufweisen. In der Ankunftshalle gibt es gar keine Einkaufsmöglichkeiten und lediglich einen Getränkeautomaten. Am gesamten Flughafen gibt es keine Restaurationsbetriebe. Taxis sind nur unregelmäßig verfügbar. Die Nutzung des großzügigen, jedoch nicht überdachten Parkplatzareals direkt vor dem Flughafenterminal ist kostenlos und dort befinden sich auch die Mietautorückgabeorte der beiden Autovermieter. Ein Bus verbindet den Flughafen mit Manzini, Matsapha und Mbabane; die Fahrzeit von und nach Mbabane beträgt zwei Stunden.

## Fluggesellschaften und Verbindungen
Der Flughafen wird derzeit (Stand September 2022) nur von der südafrikanischen Airlink bedient. Einziges Ziel ist der Internationale Flughafen O. R. Tambo bei Johannesburg.

## Geschichte
Der Bau des Flughafens begann 2003. Die Fertigstellung war für Juni 2010 und die Kosten auf 207 Mio. USD anberaumt. Das Projekt wurde von der taiwanischen Regierung zur Intensivierung der taiwanisch-eswatinischen Beziehungen mit 22 Mio. USD gefördert. Am Bau waren neben einem Jointventure einheimischer Bauunternehmen auch ein Bau- und Ingenieurbüro aus Taiwan beteiligt, das für die professionelle Beratung und die komplette Planung, sowie den Bau und die Überwachung des Terminalgebäudes und des Frachtgebäudes verantwortlich war. Der Bau wurde letztendlich erst 2014 abgeschlossen und bereits am 7. März 2014 von König Mswati III. eingeweiht, obwohl er noch keine IATA-Betriebslizenz besaß. Der Flugbetrieb begann am 30. September 2014.
Während der Bauphase war der Flughafen als Sikhuphe International Airport bekannt, weshalb der IATA-Code des Flughafens SHO lautet. Die Baukosten betrugen letztendlich etwa 280 Millionen US-Dollar, also fast zehn Prozent des 2012 erwirtschafteten Bruttoinlandsproduktes des Königreichs. Anfang 2011 kam das Land in hohem Maße in Zahlungsschwierigkeiten, so dass der Flughafenbau abrupt zum Stillstand kam, nachdem die Bauunternehmen ihre Arbeiten eingestellt hatten. Daraufhin wurde von Taiwan eine weitere Unterstützung in Höhe von 150 Mio. E (etwa 13 Mio. USD) gewährt.
An die Einweihung des Flughafens durch König Mswati III. erinnert eine kleine Tafel in der Ankunftshalle des Flughafens. Der Flughafen Matsapha wird seit der Eröffnung des neuen Flughafens nur noch für medizinische Einsätze, Flugbewegungen der Königsfamilie und Einsätze der Luftwaffe der Umbutfo Eswatini Defence Force genutzt.

## Kritik
International kam der Flughafen bereits vor seiner Fertigstellung in die Schlagzeilen. König Mswati III. wurde unter anderem wegen der hohen Ausgaben kritisiert, denn sein Land leidet unter einer schweren Armut. Der Flughafen wurde zudem gemäß Zeitungsangaben ohne vorhandenen Geschäftsplan errichtet und sein wirtschaftlicher Nutzen somit angezweifelt.
Für einen rentablen wirtschaftlichen Betrieb benötigt der Flughafen gemäß vorgängigen Schätzungen pro Jahr 400.000 Fluggäste. Bis zur Inbetriebnahme des neuen Flughafens nutzten jedoch nur rund 70.000 Passagiere den alten Flughafen Matsapha, der außerdem lediglich Linienflüge nach Johannesburg anbot. Eine Studie aus dem Jahr 2006 prognostizierte, dass ein Umzug vom alten zum neuen Flughafen den Bankrott der einzigen eswatinischen Fluggesellschaft, Eswatini Airlink, bedeuten würde.
Zahlreiche Experten gingen im Vorfeld davon aus, dass der neue Flughafen ein „weißer Elefant“ wird, da im Vorfeld keine der Fluggesellschaften, die Eswatini damals bedienten, in den abgelegenen neuen Flughafen umziehen wollte. Sie bevorzugten die nahe Lage des alten Flughafens zum wirtschaftlichen Zentrum des Landes.